# Carden Wallace
Carden Wallace (fl. 1970–) est une scientifique australienne. Elle a dirigé le Museum of Tropical Queensland (en) de 1997 à 2003. Experte dans l'étude des coraux, elle a revu le genre Acropora et fait partie de l'équipe qui a découvert, en 1984, la ponte de masse (en) chez les coraux.

## Biographie
Carden C. Wallace obtient un diplôme en science de l'université du Queensland en 1970. Elle donne naissance à deux garçons au cours des années 1970. De 1970 à 1976, elle est curatrice au Queensland Museum. En 1979, elle obtient un Ph.D. de l'université du Queensland. Wallace travaille un temps à l'Australian Institute of Marine Science (en) avant d'être engagée comme chercheuse en biologie marine à l'université James-Cook en 1980.
En 1984, Carden Wallace et six de ses collègues publient un article affirmant qu'ils ont observé un phénomène de ponte de masse dans la Grande barrière de corail,. Depuis, la ponte de masse a été observée également chez d'autres coraux ailleurs dans le monde, mais à des périodes différentes de l'année. À l'époque, la découverte obtient une forte attention. Pour cette dernière, l'équipe a obtenu un prix Eureka en 1992.

## Museum of Tropical Queensland
En 1987, Wallace dirige le Museum of Tropical Queensland. À la fin des années 1990, elle décrit de nombreux coraux tels l'Acropora hoeksemai et l'Acropora batunai.
En 1997, Wallace est nommée directrice du Museum of Tropical Queensland. En 1999, elle publie un ouvrage d'importance sur les coraux, intitulé Staghorn Corals of the World: A Revision of the Genus Acropora. Il constitue la première étude en plus d'un siècle sur le genre Acropora et inclut une description détaillée de chaque sous-espèce.
En 2008, Wallace et d'autres chercheurs étudient la biodiversité à la suite des explosions nucléaires sur l'atoll de Bikini. Les chercheurs rapportent un certain retour de cette dernière sur l'atoll, mais que 28 types de corail s'y sont éteints. En 2014, elle décrit plusieurs nouvelles espèces telles Acropora macrocalyx. L'Ocean Geographic Society a nommé un prix en son honneur en 2014.